# Клубы самодеятельной песни в Башкортостане
См. также другие значения аббревиатуры КСП.
Клубы самодеятельной песни в Башкортостане — неформальное социальное движение, возникшее в СССР и в том числе в Башкирии и объединившее любителей «бардовской» песни.
В 50-е—70-е годы прошлого столетия на волне повального увлечения туризмом, альпинизмом стали появляться клубы самодеятельной (туристической) песни. Практически во всех городах Советского Союза любители авторской песни, которые входили в клубы и исполняли свои песни. Башкирия не стала исключением, в 70—80‑е гг. 20 века в республике широкое распространение получили клубы по интересам художественного и искусствоведческого направления. Во дворцах культуры объединились в клубы любители поэзии, музыки, кино и другие. Дворце культуры и техники ОАО «УЗЭМИК», ДК «Синтетический Каучук» в г. Уфе действовали клубы самодеятельной песни (КСП).

## История создания клуба самодеятельной песни в Уфе
В Уфе начались создаваться клубы самодеятельной песни. Самыми активными исполнителями таких песен были туристы. В прекрасных природных уголках Башкирии в кругу друзей с гитарой у костра можно было спеть свои песни. Так создавались песни о дружбе, любви и жизни в целом. С появлением катушечных магнитофонов в 60-е — 70-е годы появилась возможность записать, прослушать и передать другому пленку с песнями авторов и исполнителей. Песни распространялись тогда вне союза композиторов и писателей и имена и лучшие произведения были известны в стране и аудитория слушателей быстро расширялась.
Исполнители из Башкирии ежегодно участвовали в Грушинском фестивале. На втором фестивале в 1969 году автор из Уфы Григорий Вагнер стал лауреатом. В 1978 году дипломантом фестиваля стал дуэт Н. Иванова — Т. Хуснутдинов, 1987 году лауреатом — ансамбль «Согласие» и дипломантом — В. Кузьменко, в 2000 году лауреатом Рамиль Бадамшин, в 2007 году лауреатама — А. Мичурин и хор мальчиков.
В 1980 году на фестивале авторской песни в Новосибирске участвовали Юрий Шевчук, Владимир Колесников и Эльшад Теляшев.

### Клуб самодеятельной песни «Сентябрь»
Клуб самодеятельной песни «Сентябрь» был создан и официально зарегистрирован 18 сентября 1974 года на базе городского туристического клуба «Орион».
Основателями клуба являются:
- Лысенков Видим Витальевич — председатель клуба самодеятельной песни;
- Лобанков Валерий Михайлович — лауреат первых фестивалей авторской песни, создатель фонотеки записей авторской песни.

### Клуб авторской песни «Белый ворон»
Клуб авторской песни «Белый ворон» был создан при Уфимском нефтяном институте. В свое время участники выступали на разных фестивалях и конкурсах. В декабре 2005 года в ГУП «Институт нефтехимпереработки РБ» стали собираться старые друзья, члены клуба. Президентов клуба авторской песни, как и тогда стал Эльшад Гумерович Теляшев, доктор технических наук, профессор, член-корреспондент АН РБ.